# 三清

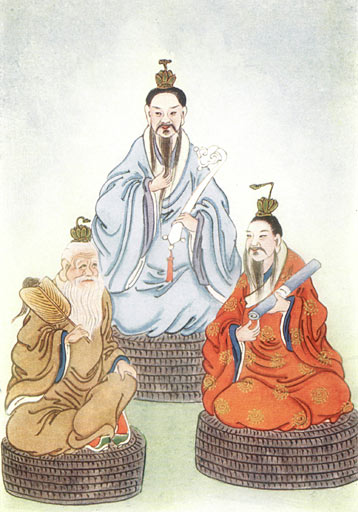
由左至右：道德天尊、元始天尊、靈寶天尊

三清，又作道祖，即玉清、上清、太清，原本指「三清境」：太清境大赤天、上清境禹餘天、玉清境清微天，它們位於道教神話中的天庭層級「種民天」的上方，後來三清一詞被用以指稱三清尊神，即玉清之主元始天尊、上清之主靈寶天尊、太清之主道德天尊。這三清尊神乃是在道教神話中，天地被造創之初出現的神仙，故號稱三清道祖。

## 天之定位
「天」在中國傳統觀念中原本按方位被分為中央鈞天、東方蒼天、東北旻天、北方玄天、西北幽天、西方顥天、西南朱天、南方炎天、東南陽天（《淮南子》），然在佛教傳入中國之後受其天地觀影響，亦產生出高低上下層次之別。道教認為 天地萬物乃由「炁」所生，氣清輕者上昇為天，濁重者下降為地（《列子·天瑞》），因此諸天層次愈高者地位愈尊。

## 道教源由
道教的前身古道教認為道家創立者老聃是其奠基者，並且稱之為混元老君。
漢傳佛教法師釋星雲總會長所寫的書籍《佛光教科書》宣稱古道教教內教派繁多，各有其主要崇拜的神仙，後來道教為了整合古道教教內的主要教派所留下的思想，於是挑選了對其產生最大影響的其中三個教派所主要崇拜的神仙作為其崇拜對象以消除道教教內各個教派之間的分歧，這三位神仙的組合便是三清，但其實古道教教內各個教派所主要崇拜的神仙遠不止祂們三位。
在晋朝時期, 葛洪撰写的《抱朴子》中，有老聃师“元君”的说法。南朝梁陶弘景编撰《真灵位業图》、排列神仙等次，将“元始天尊”尊为地位最高者，放在老子之上。唐代时配上太上玉晨道君，与元始天尊、太上老君并列，称为“三清”，后来太上玉晨道君又改稱灵宝天尊，太上老君又称道德天尊。道教教內又有另外一种说法，即太清境为大赤天，神宝君所居，上清境为禹余天，灵宝君所居；玉清境清微天，天宝君所居；三清境之上是大罗天，元始天王所居（见《云笈七签》卷三《道教本始部》）。
在道教教內的東派的創立者陸西星道士的著作《封神演義》中，鴻元老祖是在混元老祖盤古出現後第一位誕生的神仙，鴻元老祖是元始天尊、道德天尊及靈寶天尊的師父，而另一位神仙鴻鈞老祖是混元老君所生出的。
北宋帝國統治末年，道教教內的一些神霄派人士聲稱地位最高的神仙是浮黎元始天尊，並且聲稱 其為元始天尊及天壽星君之父和道德天尊之祖，而其配偶是玉清神母元君。亦有説法聲稱最早出現的神靈是元始上帝，並且聲稱其為大梵之祖。

## 諸天法源
由於道教神話並非一時一人所創作，因此諸說相異，有三天、九天、三十二天、三十六天、八十一天等說法，而當中最高層皆為玉清、上清、太清三種天界。上述諸天各有管理者，道教多數典籍宣稱玉清之主是元始天尊，其他二清之主則諸經所言有異，現今道教則認為 靈寶天尊是上清之主而道德天尊是太清之主。

## 一炁化三清
三清是道教所認可的“三圣三體論”的象徵。道教教內有“一炁化三清”之说。《道德经》宣稱：“道生一，一生二，二生三，三生万物。”由於道教認為其意思是 大道化出混沌元气，由混沌元气化生为阴、阳二气，再由阴阳二气衍化为天、地、人三才，由此产生天下的万事万物，一化为三，三本於一， 因此道教認為三清尊神“道”的人格化形式。

## 舊儒家的觀點
著名理學家朱熹侍講聲稱，道教關於三清的觀念抄襲自佛教關於三身的觀念，卻又抄襲得不完整，故顯得頗為奇怪，例如佛教認為釋迦牟尼佛有法身、報身及應身，而道教雖尊老子為三清 但又認為元始天尊及太上道君並非與老子為一，顯示道教在仿效佛教行事這方面上犯下了過錯，此外，朱熹聲稱 老聃只是一個凡人，其去世後也只會成為鬼魂，故此太上老君根本不應該被認為居於昊天上帝之上，朱熹因道教信奉者作出這個舉動一事而憤怒地責斥道：「悖戾僭逆，莫此為甚！」然而，林灵真在其作品《灵宝领教济度金书》中對這一説法作出了批駁，他聲稱 玉清元始天尊及昊天玉皇上帝分別是三清之首及七御之首，祂們各有尊位，彼此之間沒有尊卑之別。
朱熹曾經表示他認為 昊天上帝之所以有資格成為 天 ，是因為有天理在主宰之，如果沒有天理，昊天上帝便不可以成為 天 ，情況就像君王必須以仁義之道統治人民，雖然天理是蒼天的主宰，但是真實情況不是像道教所宣稱的那樣 有被稱為三清的三位天尊穿着衣服並坐在天空上方。

## 更正教的觀點
更正教傳教士梁發司牧在其著作《勸世良言》中抨擊了對三清及三元大帝的崇拜，他聲稱這些人物的地位的高位隨不同的君王的喜好而被改變，並且聲稱 「三清三元之像」只不過是沒有性命的「泥塑木彫紙畫之形模」，故此這些神偶根本無法保佑崇拜祂們的道教道士，更不能夠使他們成仙，這些不願敬拜「自然而然之神」卻崇拜假神的人亦會因此而得罪造創了天地萬物的惟一真神。

## 其他崇信相關神靈的宗教
流行於日本的幸福科學教是一個融合了很多宗教的教義的新興宗教，不少神靈都是其崇信對象。幸福科學教宣稱孔子曾經使用的天帝一詞是地位最高的神靈的稱號之一。在幸福科學教教義中，地位最高的神靈名為「爱尔康大灵」（日語：エル・カンターレ），祂有着最高的地位，就像一顆恆星的核心地位，其他神靈的地位只如行星及衛星的地位:82。幸福科學教認為爱尔康大灵是神與佛為一的生靈，並且認為祂的部份意識後來投胎並成為了喬達摩·悉達多。
越南國內第三大宗教高臺教是一個提倡萬教融和的新興宗教。高臺教認為高臺神是地位最高的神靈。 在高臺教教義中，高臺教認為最早誕生的高臺神在宇㣙初現時化生了佛母，接着圣佛母使世間萬物出現，故此圣佛母的地位被認為高於其他很多神靈的地位，但祂仍須聽從高臺神所下的命令。高臺教認為包括燃燈佛、伏羲、釋迦牟尼佛、老子及孔子在內的眾多圣賢都是高臺神派來教化世人的。

## 廟宇道院
- 台北市：北投區天台玉皇宮
- 新北市：石碇區雲台山大羅金仙府
- 新北市：三重區玄子神宮
- 宜蘭縣：道教總廟三清宮
- 桃園市：桃園太極宮
- 新竹市：太初玄清宮
- 台中市：太平區三清監樞院
- 南投縣：草屯鎮太清宮（僅供奉道德天尊）
- 彰化縣：彰化三清宮
- 彰化縣：花壇鄉彰化三清宮 (花壇)
- 台南市：玉井區玉井三清宮
- 台南市：大內區兜卒宮
- 高雄市：高雄道德院
- 高雄市：鳳山三清宮
- 高雄市：鼓山區三清歷史文化院
- 高雄市：杉林區道源三清道院
- 高雄市：甲仙區紫霞山大羅真宰府
- 屏東縣：恆春鎮盤天宮
- 埼玉縣：坂戶市聖天宮

## 在文學作品中的出場
在《西遊記》中，孫悟空及豬八戒曾經在位於車遲國的三清大殿裏偷祭物吃時把有着在道教神話中地位極高的三清的形象的三尊神像扔入糞坑並出言嘲諷這三位天尊，還讓許多道士在不知情的情況下喝下被誤以為是三清所賜的神水的尿液。

## 外部連結
- 李龢書：三清考[]